# Équipe d'Inde de cricket
L'équipe d'Inde de cricket représente l'Inde dans les compétitions internationales majeures de cricket, comme la Coupe du monde, et dans les trois principales formes de cricket international : le Test cricket, le One-day International (ODI) et le Twenty20 international. Elle est sous le patronage de la fédération indienne de cricket, le Board of Control for Cricket in India (BCCI).
Elle dispute son premier test-match en 1932 et son premier ODI en 1974. L'Inde remporte la Coupe du monde en 1983 et en 2011 et compte l'édition inaugurale de l'ICC World Twenty20 à son palmarès.

## Palmarès
| Championnat du monde de Test | Championnat du monde de Test | Championnat du monde de Test |
| Année                        | Résultat                     | Position                     |
| ---------------------------- | ---------------------------- | ---------------------------- |
| 2019 - 2021                  | Finaliste                    | 2/9                          |

| Coupe du monde de cricket | Coupe du monde de cricket |
| Année                     | Résultat                  |
| ------------------------- | ------------------------- |
| 1975                      | Premier tour              |
| 1979                      | Premier tour              |
| 1983                      | Vainqueur                 |
| 1987                      | Demi-finaliste            |
| 1992                      | Premier tour              |
| 1996                      | Demi-finaliste            |
| 1999                      | Deuxième tour             |
| 2003                      | Finaliste                 |
| 2007                      | Premier tour              |
| 2011                      | Vainqueur                 |
| 2015                      | Demi-finaliste            |
| 2019                      | Demi-finaliste            |

| ICC World Twenty20 | ICC World Twenty20 |
| Année              | Résultat           |
| ------------------ | ------------------ |
| 2007               | Vainqueur          |
| 2009               | Deuxième tour      |
| 2010               | Deuxième tour      |
| 2012               | Deuxième tour      |
| 2014               | Finaliste          |
| 2016               | Demi-finaliste     |

| ICC Champions Trophy | ICC Champions Trophy |
| Année                | Résultat             |
| -------------------- | -------------------- |
| 1998                 | Demi-finaliste       |
| 2000                 | Finaliste            |
| 2002                 | Vainqueur            |
| 2004                 | Premier tour         |
| 2006                 | Premier tour         |
| 2009                 | Premier tour         |
| 2013                 | Vainqueur            |
| 2017                 | Finaliste            |

| Coupe d'Asie | Coupe d'Asie |
| Année        | Résultat     |
| ------------ | ------------ |
| 1984         | Vainqueur    |
| 1986         | Boycotté     |
| 1988         | Vainqueur    |
| 1990-91      | Vainqueur    |
| 1995         | Vainqueur    |
| 1997         | Finaliste    |
| 2000         | Premier tour |
| 2004         | Finaliste    |
| 2008         | Finaliste    |
| 2010         | Vainqueur    |
| 2012         | Premier tour |
| 2014         | Premier tour |
| 2016         | Vainqueur    |
| 2018         | Vainqueur    |

| Jeux du Commonwealth | Jeux du Commonwealth |
| Année                | Résultat             |
| -------------------- | -------------------- |
| 1998                 | Premier tour         |

## Finale: Inde - West Indies, 25 juin 1983
Dans cette finale de Coupe du Monde du 25 juin 1983, à Londres dans le Stade de Lord's, les ODI de l'époque était de 60 Overs (50 actuellement). L'équipe qui commença le Batting fut L'Inde, qui inscrira un score de 183/10, et donc imposa une cible de 184 pour l'équipe des West-Indies.
Au tour des West-Indies de manier la batte, mais cette équipe échoua avant d'atteindre leur cible, tous les joueurs furent éliminés avec un total 140.
L'Inde remporta donc cette Finale par 43 runs, avec pour homme du match M Amarnath, qui inscrira seulement 26 runs (courses) mais a obtenu 3 wickets (guichets).

## Finale: Sri Lanka - Inde, 2 avril 2011
La finale de la coupe du monde de cricket 2011 opposa l'équipe du Sri Lanka et l'équipe de l'Inde. Elle se déroula au stade Wankhede Stadium à Bombay (Inde). L'Inde s'imposa avec un total de 277/4 (277 runs/4 wickets) contre 274/6 pour le Sri Lanka.

### Sri Lanka: 274/6 (50 Over) RR: 5.48
| Joueurs                       | Out                             | R(runs) | B(batting) | Tir à 4 points | Tir à 6 points | R/B    |
| ----------------------------- | ------------------------------- | ------- | ---------- | -------------- | -------------- | ------ |
| Upul Tharanga                 | c Virender Sehwag b Zaheer Khan | 2       | 20         | 0              | 0              | 10.00  |
| Tillakaratne Dilshan          | b Harbhajan Singh               | 33      | 49         | 3              | 0              | 67.35  |
| Kumar Sangakkara              | c MS Dhoni b Yuvraj Singh       | 48      | 67         | 5              | 0              | 71.64  |
| Mahela Jayawardena            | not out                         | 103     | 88         | 13             | 0              | 117.05 |
| Thilan Samaraweera            | lbw b Yuvraj Singh              | 21      | 34         | 2              | 0              | 61.76  |
| Chamara Kapugedera            | c Suresh Raina b Zaheer Khan    | 1       | 5          | 0              | 0              | 20.00  |
| Nuwan Kulasekara              | run out (MS Dhoni)              | 32      | 30         | 1              | 1              | 106.67 |
| Thisara Perera                | not out                         | 22      | 9          | 3              | 1              | 244.44 |
| Lasith Malinga                |                                 | -       | -          | -              | -              | -      |
| Suraj Randiv                  |                                 | -       | -          | -              | -              | -      |
| Muttiah Muralidaran           |                                 | -       | -          | -              | -              | -      |
| Extras (b 1, lb 3, w 6, nb 2) |                                 | 12      |            |                |                |        |
| Total Score:                  | 274/6 (50 Over) RR: 5.48        |         |            |                |                |        |

### Inde: 277/4 (48.2 Over) RR:5.73
| Joueurs                       | Out                                 | R(runs) | B(batting) | Tir à 4 points | Tir à 6 points | R/B    |
| ----------------------------- | ----------------------------------- | ------- | ---------- | -------------- | -------------- | ------ |
| Virender Sehwag               | lbw b Lasith Malinga                | 0       | 2          | 0              | 0              | 0.00   |
| Sachin Tendulkar              | c Kumar Sangakkara b Lasith Malinga | 18      | 14         | 2              | 0              | 128.57 |
| Gautam Gambhir                | b Thisara Perera                    | 97      | 122        | 9              | 0              | 79.51  |
| Virat Kohli                   | c & b Tillakaratne Dilshan          | 35      | 49         | 4              | 0              | 71.43  |
| MS Dhoni                      | not out                             | 91      | 79         | 8              | 2              | 115.19 |
| Yuvraj Singh                  | not out                             | 21      | 24         | 2              | 0              | 87.50  |
| Suresh Raina                  |                                     | -       | -          | -              | -              | -      |
| Harbhajan Singh               |                                     | -       | -          | -              | -              | -      |
| Zaheer Khan                   |                                     | -       | -          | -              | -              | -      |
| Munaf Patel                   |                                     | -       | -          | -              | -              | -      |
| Sreesanth                     |                                     | -       | -          | -              | -              | -      |
| Extras (b 1, lb 6, w 8, nb 0) |                                     | 15      |            |                |                |        |
| Score Total :                 | 277/4 (48.2 Over) RR: 5.73          |         |            |                |                |        |

## Statistiques
1. Score le plus faible en ODI : 54/10 contre le Sri Lanka en 2000.
2. Score le plus élevé en ODI : 413-5 contre les Bermudes en 2007.
3. Score le plus faible en Test : 42/10 contre l'Angleterre en 1974.
4. Score le plus élevé en Test : 705/7d contre l'Australie en 2004.

## Joueurs

### Joueurs actuels

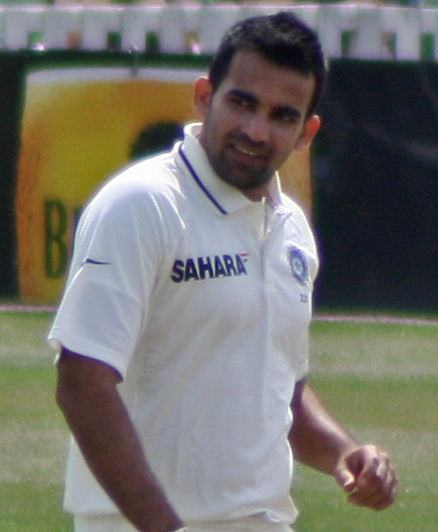
Zaheer Khan, ici en 2011.

Chaque année, plusieurs joueurs sont sous contrat d'un an avec le Board of Control for Cricket in India (BCCI). Ceux qui ne le sont pas peuvent toutefois être sélectionnés. Les joueurs sous contrat à partir de 2021 sont classés en quatre catégories, des mieux payés (niveau A+) à ceux qui le sont moins bien (niveau C). Ils sont les:
- Niveau A+ : Virat Kohli, Rohit Sharma, Jasprit Bumrah.
- Niveau A : Ajinkya Rahane, Shikhar Dhawan, Cheteshwar Pujara, Hardik Pandya, Ravichandran Ashwin, Ravindra Jadeja, KL Rahul, Rishabh Pant, Mohammed Shami, Ishant Sharma.
- Niveau B : Mayank Agarwal, Wriddhiman Saha, Bhuvneshwar Kumar, Shardul Thakur, Umesh Yadav.
- Niveau C : Shubman Gill, Shreyas Iyer, Hanuma Vihari, Axar Patel, Washington Sundar, Navdeep Saini, Mohammed Siraj, Deepak Chahar, Kuldeep Yadav, Yuzvendra Chahal.

### Principaux anciens joueurs
- Membres de l'ICC Cricket Hall of Fame : Bishan Singh Bedi, Kapil Dev, Rahul Dravid, Sunil Gavaskar, Anil Kumble, Sachin Tendulkar.

### Capitaines

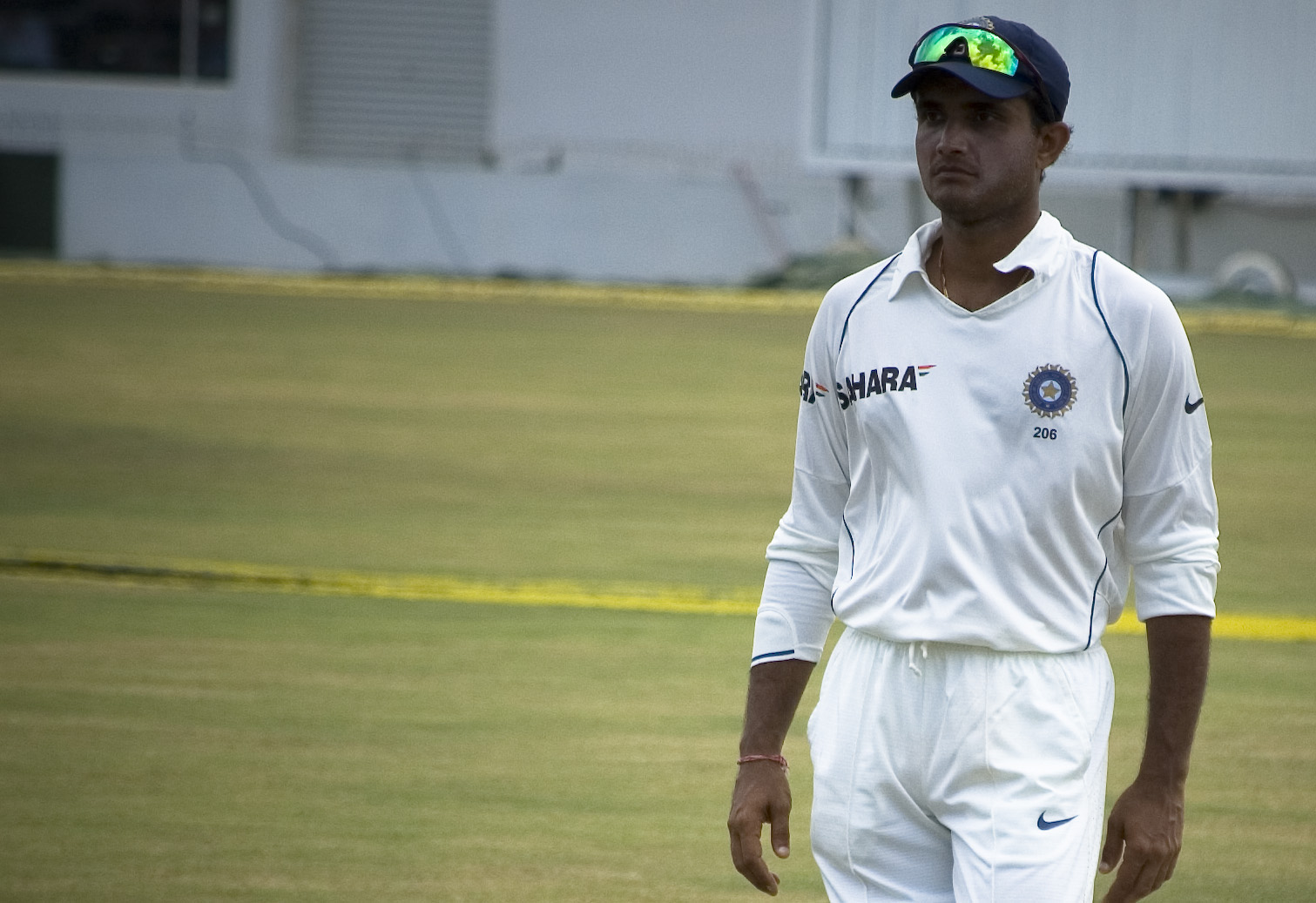
Sourav Ganguly, capitaine de l'Inde entre 2000 et 2005, ici en 2008.

| Ordre | Joueur                      | Début | Fin      | Matchs |
| ----- | --------------------------- | ----- | -------- | ------ |
| 1     | C. K. Nayudu                | 1932  | 1934     | 4      |
| 2     | Maharajkumar de Vizianagram | 1936  | 1936     | 3      |
| 3     | Nawab de Pataudi sénior     | 1946  | 1946     | 3      |
| 4     | Lala Amarnath               | 1947  | 1952     | 15     |
| 5     | Vijay Hazare                | 1951  | 1953     | 14     |
| 6     | Vinoo Mankad                | 1955  | 1959     | 6      |
| 7     | Ghulam Ahmed                | 1955  | 1959     | 3      |
| 8     | Polly Umrigar               | 1955  | 1958     | 8      |
| 9     | Hemu Adhikari               | 1959  | 1959     | 1      |
| 10    | Datta Gaekwad               | 1959  | 1959     | 4      |
| 11    | Pankaj Roy                  | 1959  | 1959     | 1      |
| 12    | Gulabrai Ramchand           | 1959  | 1960     | 5      |
| 13    | Nari Contractor             | 1960  | 1962     | 12     |
| 14    | Nawab de Pataudi junior     | 1962  | 1975     | 40     |
| 15    | Chandu Borde                | 1967  | 1967     | 1      |
| 16    | Ajit Wadekar                | 1971  | 1974     | 16     |
| 17    | Srinivas Venkataraghavan    | 1974  | 1979     | 5      |
| 18    | Sunil Gavaskar              | 1976  | 1985     | 47     |
| 19    | Bishan Singh Bedi           | 1976  | 1978     | 22     |
| 20    | Gundappa Viswanath          | 1980  | 1980     | 2      |
| 21    | Kapil Dev                   | 1983  | 1987     | 34     |
| 22    | Dilip Vengsarkar            | 1987  | 1989     | 10     |
| 23    | Ravi Shastri                | 1988  | 1988     | 1      |
| 24    | Krishnamachari Srikkanth    | 1989  | 1989     | 4      |
| 25    | Mohammad Azharuddin         | 1990  | 1999     | 47     |
| 26    | Sachin Tendulkar            | 1996  | 2000     | 25     |
| 27    | Sourav Ganguly              | 2000  | 2005     | 49     |
| 28    | Rahul Dravid                | 2003  | 2007     | 25     |
| 29    | Virender Sehwag             | 2005  | 2010     | 3      |
| 30    | Anil Kumble                 | 2007  | 2008     | 14     |
| 31    | Mahendra Singh Dhoni        | 2008  | 2014     | 60     |
| 32    | Virat Kohli                 | 2014  | En cours | 61*    |
| 33    | Ajinkya Rahane †            | 2017  | En cours | 5*     |

## Stades principaux
| - Barabati Stadium, Cuttack - Brabourne Stadium, Mumbai - Eden Gardens, Kolkata - Feroz Shah Kotla, Delhi - Gandhi Stadium, Jalandhar - Green Park, Kanpur - Gymkhana Ground, Mumbai - K.D.Singh 'Babu' Stadium, Lucknow - Lal Bahadur Shastri Stadium, Hyderabad |  | - MA Chidambaram Stadium, Chepauk, Chennai - Nehru Stadium, Madras - Punjab C.A. Stadium, Mohali, Chandigarh - Sardar Patel (Gujarat) Stadium, Motera, Ahmedabad - Sawai Mansingh Stadium, Jaipur - Sector 16 Stadium, Chandigarh - University Ground, Lucknow - Vidarbha C.A. Ground, Nagpur - Wankhede Stadium, Mumbai - M.Chinnaswamy Stadium, Bangalore |